# Hvidbalance
Hvidbalance eller farvebalance er et begreb indenfor fotoverdenen som betegner tilpasning af farvesammensætningen under forskellige fotografiske forhold. Det anvendes både inden for digital og film baseret fotografi og videooptagelse.
Hvidbalancejustering bruges til at korrigere for forskellige farvesammensætninger af det omgivende lys. Den menneskelige synssans opfatter hvidt som hvidt i sollys, lys fra en glødelampe og lysstofrør, i lys fra et stearinlys, etc. – her "justeres" hvidbalancen altså ubevidst som en del af synsopfattelsen. Fotoapparater opfatter som udgangspunkt lysets farve på samme måde i alle situationer, og "hvidt" vil derfor blive gengivet i den farve som det omgivende lys har på optagelsestidspunktet. Det vil f.eks. give rødlige billeder hvis de er optaget ved stearinlys og blålige billeder ved udendørs skyggeoptagelser.
Den hyppigst forekommende hvidbalancejustering er korrektion for forskellige farvetemperaturer, men til tider har man også brug for at kompensere for andre typer ubalance.
Apparater som videokameraer og digitalkameraer kan ofte selv fastsætte hvidbalancen, men de fleste har også manuelle indstillingsmuligheder, da automatisk hvidbalancejustering kan tage fejl. Man indstiller ofte hvidbalancen ved at angive lysets farvetemperatur i Kelvin, og optagelser ved lav farvetemperatur (dvs. i rødligt lys) vil da blive kompenseret ved at den blå farve forstærkes, og omvendt.
Hvidbalancen på digitale fotografier kan også korrigeres efterfølgende i et fotoredigeringsprogram.

## Hvidbalance ved fotografisk film
Ved fotografering med film kan man tilpasse hvidbalancen ved at anvende film der er beregnet til bestemte lysomgivelser. Negativfilm er tilpasset dagslys med en farvetemperatur på omkring 5500K, mens positivfilm (hvor man normalt ikke har en kopieringsproces hvor man kan efterjustere farvebalancen) fås i tre typer: Dagslys (omkring 5500K), kunstlys type A (3400K) og kunstlys type B (3200K). Når man har valgt en film, skal man derfor sikre sig at lysomgivelserne passer til filmens farvebalance, og hvis der ikke er tilfældet må man montere filtre på objektivet. Man kan i teorien forestille sig at gøre det på mange måder, men man bruger i praksis ofte to kompensationer som har sine tilhørende filtre: Farvetemperatur og grøn/magenta-justering.

### Kompensation af farvetemperatur
Hvis man skal tilpasse farvetemperaturen, bruger man rødlige eller blålige filtre. Hvis man f.eks. vil tilpasse glødelampelys (omkring 2800K) til dagslysfilm, skal man montere et blåligt filter som øger farvetemperaturen til filens 5500K. Disse filtre, nogle gange kaldet LB-filtre (light balance), fås fra en del fabrikater som alle sammen bruger sine egne typenumre og som i øvrigt ikke har helt ens farver. En ofte anvendt filterrække stammer fra firmaet Wratten (siden overtaget af Kodak), hvor filtertyperne 82 og 80 er blålige og typerne 81 og 85 er rødlige; man kan få forskellige tætheder af hvert filter som betegnes med et efterfølgende bogstav A-D, så f.eks. betegner 80A det tætteste blå filter i hele serien. Andre leverandører bruger mere systematiske betegnelser, hvor de rødlige filtre kaldes CTO og de blålige CTB (colour temperature orange/blue). Et CTO konverterer dagslys til 3200K (type B-film), svarende til et Wratten 85B, og et CTB gør det omvendte, svarende til et Wratten 80A.
I stedet for disse mere eller mindre strukturerede filternumre vælger man ofte i stedet at regne farvetemperaturen i mired. Nedenfor er nogle eksempler på omregning mellem kelvin og mired:
| Belysningstype   | kelvin | mired |
| ---------------- | ------ | ----- |
| Stearinlys       | 1800 K | 556 M |
| Glødepære        | 2800 K | 357 M |
| Fotolamper       | 3200 K | 312 M |
| Sollys           | 5500 K | 182 M |
| Overskyet himmel | 8000 K | 125 M |

For alle filtre som er beregnet til at ændre farvetemperatur vil der være opgivet et mired-skift som angiver hvor mange mired farvetemperaturen bliver ændret; for blålige og rødlige filtre bliver mired-skiftet henholdsvis negativt og positivt. F.eks. har CTO / 85B filteret, som blev nævnt ovenfor, et mired-skift på +131 og som det ses i ovenstående tabel så kan det i praksis bruges til at kompensere fra sollys (182 M) til almindeligt fotolampelys (182 M + 131 M = 313 M). De største fordele ved at regne i mired er dels at filtrenes karakter kan beskrives uafhængigt af selve farvetemperaturen og dels at den samlede effekt af flere filtre efter hinanden kan beregnes ved simpel addition: Samler man f.eks. to filtre som hver har et mired-skift på +100, vil det samlede skift ganske enkelt blive +200.
Filterleverandører som bruger CTO og CTB betegnelsen (som f.eks. Agfa) har også filtre som er "brøkdele" af CTO/CTB bestemt fra deres mired-skift, således at f.eks. et ½CTO har et mired-skift på ½ × 131 ≈ 65. Nogle gange bruges også måleenheden dekamired (1 dekamired = 10 mired) som mål for farvetemperaturskift.

### Kompensation af grøn/magenta stik
Kompensation af farvetemperatur overordnet set en justering af de røde i forhold til de blå farver, som er i hver sin ende af spektret for synligt lys. Denne kompensation har derimod ikke særlig stor indflydelse på de grønne farver som spektralt set ligger imellem rød og blå. Har man et lys hvor de grønlige farver er over- eller underrepræsenteret, må man bruge et filter som enten dæmper de grønne farver (et magenta filter) eller fremhæver dem (et grøn filter) i forhold til de øvrige dele af spektret.
De filtre man bruger til dette betegnes normalt CC-filtre (colour correction). En filterbetegnelse har dels et tal som betegner tætheden af filtret og dels en farvekode; f.eks. CC30G er et grønt filter (G) med tætheden 30, mens CC10M er et magenta (M) filter med tæthed 10 (jo større tæthed, des mørkere og kraftigere er filterets farve).

### Anvendelse i praksis
I praksis forsøger man at vælge en film som passer til belysningen fordi montering af filtre altid vil medføre lystab og nogle gange også kvalitetstab og "flare". Farvetemperaturskift kan bruges når man ikke har den rigtige film til rådighed eller hvor man ikke kan skaffe et lys der passer til filmen. Grøn/magenta filtre er ikke brugt særlig ofte og i praksis er det især i form af magentafiltre ved optagelse i lysstofrørslys.
Til at hjælpe med at vælge filtre, kan man få farvemålere som dels kan udlæse farvetemperaturen, men som også direkte kan beregne hvilke filtre der skal monteres til kompensation af henholdsvis farvetemperatur (LB-filtre) og grøn/magenta-stik (CC-filtre).
Som beskrevet ovenfor bruges disse metoder til at opnå et neutralt lys, men samme metoder kan man naturligvis også skabe en farvemæssig ubalance man måtte ønske af stilmæssige årsager. En del stemning i et motiv vil knytte sig til farveholdningen, og denne stemning kan i en del tilfælde bedst bevares ved at underkompensere (dvs. bevare lidt af den oprindelige farvetone, i stedet for at føre den helt til neutral grå).

## Hvidbalance ved digital optagelse
Når man optager med et digitalkamera kan man godt bruge de samme principper som for film, men da digitale optagelser kan efterbehandles matematisk, er der mulighed for at regne sig frem til de nødvendige hvidbalancejusteringer.
På mange digitalkameraer er betjeningen baseret på de samme begreber som ved filmoptagelse. Man kan normalt vælge en farvetemperatur (eller i det mindste en belysningstype) og i visse mere avancerede kameraer kan man også tilføje grøn/magenta-justering til finjustering af hvidbalancen. Men de matematiske metoder der anvendes er meget generelle og kan bruges til at kompensere for alle tænkelige ubalancer.

### Matematisk baggrund
En hvidbalancekorrektion foretages ved at man fastsætter dels den belysningsfarve som billedet er taget under, og dels den belysningsfarve der skal fremgå at det korrigerede billede (som vil være grå, hvis man ønsker at opnå en neutral farvebalance). Billedet vil normalt være repræsenteret af tre farvekomponenter, (R, G og B), som man da skalerer med nogle passende værdier.
Matematisk set kan operationen beskrives som en matrixudregning:
{\displaystyle \left[{\begin{array}{c}R\\G\\B\end{array}}\right]=\left[{\begin{array}{ccc}255/R'_{w}&0&0\\0&255/G'_{w}&0\\0&0&255/B'_{w}\end{array}}\right]\left[{\begin{array}{c}R'\\G'\\B'\end{array}}\right]}
−hvor {\displaystyle R'}, {\displaystyle G'} og {\displaystyle B'} er de oprindelige komponenter og {\displaystyle R}, {\displaystyle G} og {\displaystyle B} de korrigerede. Værdierne {\displaystyle R'_{w}}, {\displaystyle G'_{w}} og {\displaystyle B'_{w}} svarer til repræsetationen af hvid i den oprindelige billede. Disse kan enten bestemmes ud fra manuelle valg af f.eks. farvetemperaturen, eller ved automatisk hvidbalanceanalyse.
Præcis hvilke værdier der regnes på, kan variere efter de billedbehandlingsprocesser der indgår. Ofte vil et digitalt kamera foretage hvidbalancekorrektionen direkte på de farveværdier som udlæses af sensoren (svarende til kameraets "RAW"-repræsentation), men korrektion kan også foregå i forlængelse af andre farvekonverteringer med varierende (og generelt ringere) resultat.

### Automatisk bestemmelse af hvidbalance
Ud over at brugeren kan beslutte hvidbalanceindstillingen manuelt, kan moderne kameraer også selv foretage denne indstilling med større eller mindre sikkerhed (ofte kaldet AWB – automatic white balance). Problemet er at finde frem til hvilke dele at et billede som er hvid (svarende til {\displaystyle R'_{w}}, {\displaystyle G'_{w}} og {\displaystyle B'_{w}} nævnt i foregående afsnit).
Der findes forskellige strategier for det. Det simpleste er at antage at billedet som gennemsnit er middelgråt, og værdierne kan derfor findes ud fra tre simple gennemsnit af billedets farvekanaler; denne metode kaldes til tider GW (gray world). Man kan også finde det lyseste punkt og antage at det repræsenterer hvid (hvidpunktet). Andre, mere avancerede principper, beror på nærmere analyser af de indgående farver.

## Fodnoter
1. ↑  Hedgecoe, John (1976). Fotograf, Fotografering, Fotografi. Lademann. ISBN 87-15-07235-5.
2. 1 2 3  "Color Temperature and Color Correction in Photography". ae:images. Arkiveret fra originalen 4. juni 2007. Hentet 2008-01-01.
3. ↑  Hedgecoe, John (1980). Farvefotografiets kunst. Lademann. ISBN 87-15-07411-0.
4. ↑  "B+W Filters, filter handbook" (PDF) (engelsk). Jos. Schneider Optische Werke GmbH. Arkiveret fra originalen (PDF) 15. august 2007. Hentet 2008-01-03.
5. ↑  "Minolta Color Meter II, instruction manual" (engelsk). M. Butkus/Olympus. Hentet 2008-01-01.
6. ↑  "Canon EOS 40D instruction manual" (PDF) (engelsk). Canon (The Digital Picture). Hentet 2008-01-01.
7. ↑  Viggiano, J A Stephen (2004). "Comparison of the accuracy of different white balancing options as quantified by their color constancy" (PDF). Sensors and Camera Systems for Scientific, Industrial, and Digital Photography Applications V: Proceedings of the SPIE, volume 5301 (engelsk). The International Society for Optical Engineering. Arkiveret fra originalen (PDF) 8. oktober 2007. Hentet 2008-01-03.
8. 1 2  Bianco, Simone; Gasparini, Francesca; Schettini, Raimondo (2003). "Combining Strategies for White Balance" (PDF) (engelsk). DISCo, Universit`a degli Studi di Milano-Bicocca. Arkiveret fra originalen (PDF) 31. marts 2010. Hentet 2008-01-03.